# تكميم المعدة
تكميم المعدة وتُسمى علميًا استئصال المعدة الكُمّي،(1) هو إجراءٌ جراحيٌ لإنقاص الوزن، يُجرى فيه تقليل حجم المعدة إلى حوالي 15% من حجمها الأصلي، عبر استئصالٍ جراحي لجزءٍ كبيرٍ منها على طول الانحناء الكبير. بعد هذا الإجراء يُصبح شكل المعدة مشابهًا للأنبوب أو الكُمّ، كما يؤدي إلى تقليل حجم المعدة بشكلٍ دائمٍ، ولكنْ قد تتوسع المعدة في وقتٍ لاحق من الحياة. يُجرى هذا الإجراء بشكلٍ عام بالتنظير البطي، وهو إجراءٌ لا يُمكن عكسه (أي لا يُمكن الرجوع فيه).

## الإجراء
كان إجراء عملية تكميم المعدة أساسًا بمثابة تعديلٍ على إجراء التحويلة الاثناعشرية، وهي إجراءٍ آخر في طب السمنة، ثم أصبحت لاحقًا الجزء الأول من عملية تحويل مسار المعدة والتي تُجرى على مرحلتين للمرضى الذين يعانون من السمنة المُفرطة، والذين تكون لديهم مخاطر إجراء جراحة المجازة المعدية كبيرة جدًا. كان فقدان الوزن الأولي لهؤلاء المرضى ناجحًا للغاية، فبدأ البحث في الإجراء ليكون قائمًا بذاته.
تُعد عملية تكميم المعدة من أكثر جراحات علاج السمنة شيوعًا في جميع أنحاء العالم. في كثيرٍ من الحالات، تكون عملية تكميم المعدة فعالةً بنفس كفاءة جراحة المجازة المعدية، بما يتضمن التحسينات في توازن الغلوكوز قبل حدوث فقدٍ كبيرٍ في الوزن. ترتبط هذه الميزة المستقلة لفقدان الوزن بانخفاض حجم المعدة، والتغيرات في ببتيدات الأمعاء، وتعبير الجينات المُشاركة في امتصاص الغلوكوز [الإنجليزية].
يتضمن الإجراء استئصالًا طوليًا للمعدة بدءًا من الغار البوابي عند النقطة 5-6 سم من فتحة البواب (وهي الفتحة السفلى للمعدة التي تُوصل إلى الاثناعشري) وينتهي عند قاع المعدة بالقرب من فتحة الفؤاد (وهي الفتحة بين المريء والمعدة). تتم معايرة تكميم المعدة المتبقي بواسطة موسع. يُفضل معظم الجراحين استخدام موسع مريئي بين 36-40 فرينش في الإجراء ويكون الحجم التقريبي المثالي المتبقي للمعدة بعد العملية حوالي 150 مل.

## في الأطفال والمراهقين

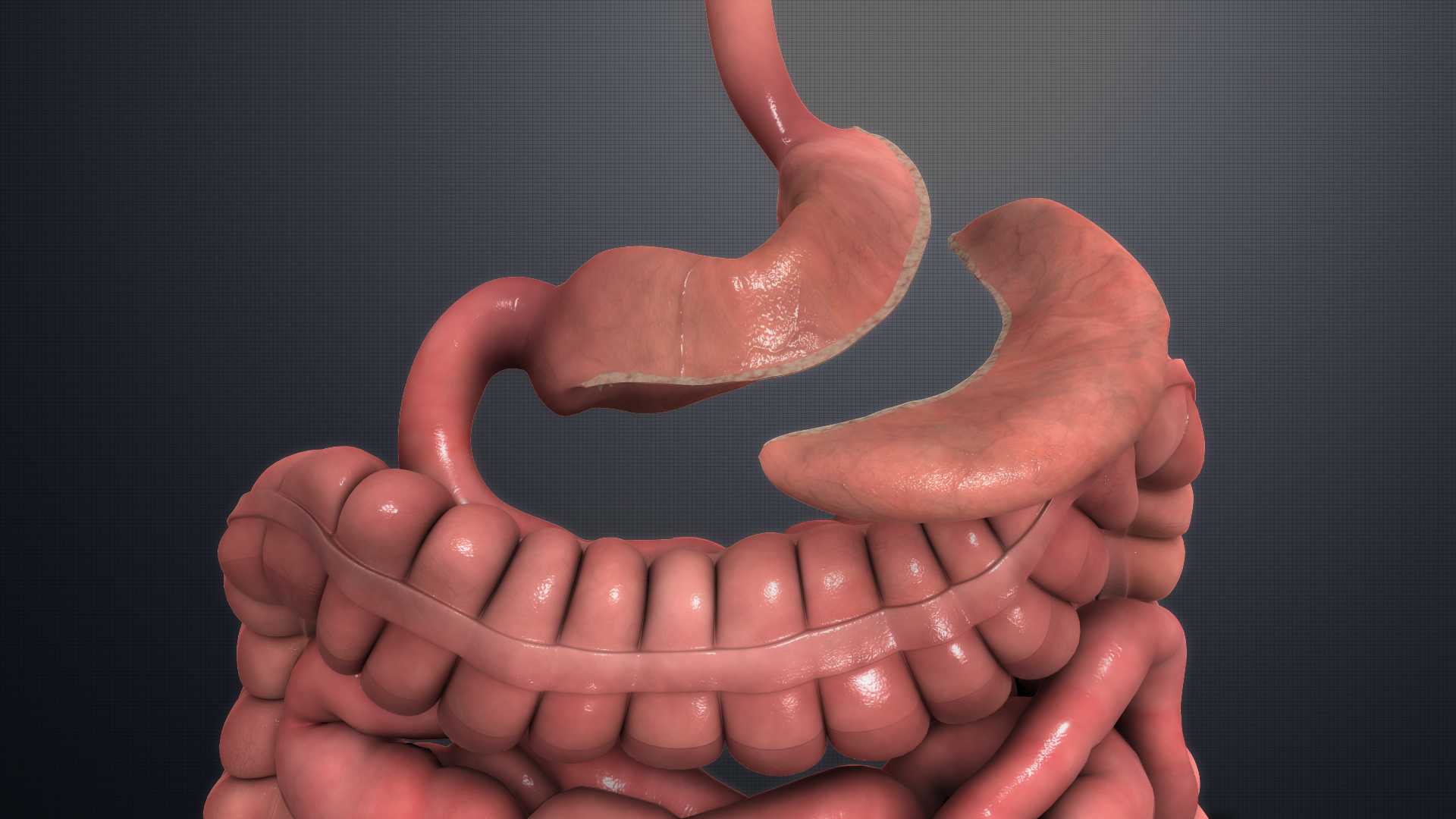
جراحة تكميم المعدة

يُعد إجراء تكميم المعدة شائعًا لدى الأطفال والمراهقين، وذلك بموافقةٍ من الاتحاد الدولي لجراحة السمنة واضطرابات التمثيل الغذائي والجمعية الأمريكية لجراحة السمنة والتمثيل الغذائي. وجدت الدراسات التي أجراها القحطاني وزملاؤه أنَّ تكميم المعدة تسبب فقدانًا كبيرًا للوزن لدى الأطفال والمراهقين الذين تتراوح أعمارهم بين 5 إلى 21 عامًا. أيضًا قارنوا فقدان الوزن مع البالغين ووجدوا فقدان وزنٍ مماثل. تظهر التقارير الأخيرة من المجموعة أنَّ النمو يتقدم دون أن يتأثر بعد تكميم المعدة في الأطفال الذين تقل أعمارهم عن 14 عامًا. لوحظ حدوث اكتئابٍ بعد العملية لدى بعض الأفراد، كما قد تحدث آثار جانبية أُخرى مثل الأرق. وأيضًا بعد الجراحة، قد لا يستطيع الكثير من الناس النوم إلا عند تناول الميلاتونين أو الأدوية المنومة.

## المضاعفات
قد يتسبب تكميم المعدة في حدوث عددٍ من المُضاعفات. ومنها:
- تسرب التكميم (يحدث في 1 من كل 200 مريض)
- جلطات الدم (تحدث 1% من الوقت)
- التهابات الجروح (تحدث في حوالي 10 إلى 15% من المرضى فيما بعد الجراحة)
- تضيقات (تحدث في 3.5% من المرضى فيما بعد الجراحة)[15]
- الغثيان والنفور من الطعام[16]
- تلف العصب المبهم مما يسبب غثيانًا مستمرًا
- شلل المعدة، مع تأخير في نقل الطعام من المعدة إلى الأمعاء الدقيقة
- التقيؤ
- نزيف داخلي
- تشنج/ألم في المريء
- ارتجاع معدي مريئي
- نقص العامل الجوهري المعدي، الذي يؤدي الى نقص فيتامين بي12[17]
- اكتئاب ما بعد الجراحة[18]
- تساقط الشعر بعد الجراحة

## الهوامش
- «1»: تكميم المعدة[ar 1][ar 2] وتُسمى علميًا استئصال المعدة الكُمّي (بالإنجليزية: Sleeve gastrectomy)‏، حيث أنَّ (gastrectomy) تعني استئصال المعدة[ar 3] و(Sleeve) تعني كُمّ. سُميّت العملية بهذه الاسم؛ لأنَّ شكل المعدة يُصبح مشابهًا لُكمّ الملابس.

### بِلُغاتٍ أجنبيَّة
1. ↑  "The History of Sleeve Gastrectomy : Bariatric Times" (بالإنجليزية الأمريكية). Archived from the original on 1 تشرين الثاني 2020. Retrieved 2020-10-09. {{استشهاد ويب}}: تحقق من التاريخ في: |تاريخ أرشيف= (help)
2. ↑  Chung AY، Thompson R، Overby DW، Duke MC، Farrell TM (أغسطس 2018). "Sleeve Gastrectomy: Surgical Tips". Journal of Laparoendoscopic & Advanced Surgical Techniques. Part A. ج. 28 ع. 8: 930–937. DOI:10.1089/lap.2018.0392. PMID:30004814.
3. ↑  Spiegel HU، Skawran S (يناير 2011). "From longitudinal gastric resection to sleeve gastrectomy--revival of a previously established surgical procedure". Journal of Gastrointestinal Surgery. ج. 15 ع. 1: 219–28. DOI:10.1007/s11605-010-1293-9. PMC:3023025. PMID:20725800.
4. ↑  Hutch CR، Sandoval D (ديسمبر 2017). "The Role of GLP-1 in the Metabolic Success of Bariatric Surgery". Endocrinology. ج. 158 ع. 12: 4139–4151. DOI:10.1210/en.2017-00564. PMC:5711387. PMID:29040429.
5. ↑  Cavin JB، Couvelard A، Lebtahi R، Ducroc R، Arapis K، Voitellier E، Cluzeaud F، Gillard L، Hourseau M، Mikail N، Ribeiro-Parenti L، Kapel N، Marmuse JP، Bado A، Le Gall M (February 2016). "Differences in Alimentary Glucose Absorption and Intestinal Disposal of Blood Glucose After Roux-en-Y Gastric Bypass vs Sleeve Gastrectomy". Gastroenterology. ج. 150 ع. 2: 454–64.e9. DOI:10.1053/j.gastro.2015.10.009. PMID:26481855. S2CID:5214667. مؤرشف من الأصل في 20 كانون الثاني 2021. اطلع عليه بتاريخ 12 كانون الثاني 2021. {{استشهاد بدورية محكمة}}: تحقق من التاريخ في: |تاريخ الوصول= و|تاريخ أرشيف= (مساعدة)
6. ↑  Paluszkiewicz R، Kalinowski P، Wróblewski T، Bartoszewicz Z، Białobrzeska-Paluszkiewicz J، Ziarkiewicz-Wróblewska B، Remiszewski P، Grodzicki M، Krawczyk M (ديسمبر 2012). "Prospective randomized clinical trial of laparoscopic sleeve gastrectomy versus open Roux-en-Y gastric bypass for the management of patients with morbid obesity". Wideochirurgia I Inne Techniki Maloinwazyjne = Videosurgery and Other Miniinvasive Techniques. ج. 7 ع. 4: 225–32. DOI:10.5114/wiitm.2012.32384. PMC:3557743. PMID:23362420.
7. ↑  Karmali S، Schauer P، Birch D، Sharma AM، Sherman V (April 2010). "Laparoscopic sleeve gastrectomy: an innovative new tool in the battle against the obesity epidemic in Canada". Canadian Journal of Surgery. ج. 53 ع. 2: 126–32. PMC:2845949. PMID:20334745. مؤرشف من الأصل في 16 شباط 2020. اطلع عليه بتاريخ 12 كانون الثاني 2021. {{استشهاد بدورية محكمة}}: تحقق من التاريخ في: |تاريخ الوصول= (مساعدة)
8. ↑  "International Federation for the Surgery of Obesity and Metabolic Disorders". مؤرشف من الأصل في 29 تشرين الثاني 2020. اطلع عليه بتاريخ 20 كانون الثاني 2021. {{استشهاد ويب}}: تحقق من التاريخ في: |تاريخ الوصول= و|تاريخ أرشيف= (مساعدة)
9. ↑  "Bariatric Surgery Procedures". The American Society for Metabolic and Bariatric Surgery (ASMBS). مؤرشف من الأصل في 10 حزيران 2014. اطلع عليه بتاريخ 13 كانون الثاني 2021. {{استشهاد ويب}}: تحقق من التاريخ في: |تاريخ الوصول= (مساعدة)
10. ↑  Alqahtani AR، Antonisamy B، Alamri H، Elahmedi M، Zimmerman VA (أغسطس 2012). "Laparoscopic sleeve gastrectomy in 108 obese children and adolescents aged 5 to 21 years". Annals of Surgery. ج. 256 ع. 2: 266–73. DOI:10.1097/SLA.0b013e318251e92b. PMID:22504281. S2CID:5977126.
11. ↑  Alqahtani A، Alamri H، Elahmedi M، Mohammed R (نوفمبر 2012). "Laparoscopic sleeve gastrectomy in adult and pediatric obese patients: a comparative study". Surgical Endoscopy. ج. 26 ع. 11: 3094–100. DOI:10.1007/s00464-012-2345-x. PMID:22648112. S2CID:22587054.
12. ↑  Alqahtani A، Elahmedi M، Qahtani AR (فبراير 2016). "Laparoscopic Sleeve Gastrectomy in Children Younger Than 14 Years: Refuting the Concerns". Annals of Surgery. ج. 263 ع. 2: 312–9. DOI:10.1097/SLA.0000000000001278. PMID:26496081. S2CID:32909515.
13. ↑  "Depression after Gastric Bypass Surgery". Psychology Today (بالإنجليزية الأمريكية). Archived from the original on 2023-10-12. Retrieved 2019-04-18.
14. ↑  "What is VSG?". Mexico Bariatric Center. 2020-10-08. مؤرشف من الأصل في 21 تشرين الأول 2020. اطلع عليه بتاريخ 19 October 2020. {{استشهاد ويب}}: تحقق من التاريخ في: |تاريخ أرشيف= (مساعدة)
15. ↑  "Gastric Sleeve Surgery: Common Risks and Complications". Gastric Sleeve Diet Guide. 11 أكتوبر 2016. مؤرشف من الأصل في 2017-03-16. اطلع عليه بتاريخ 2017-03-16.
16. ↑  "Gastric Sleeve Complications Post Surgery". BSIG. مؤرشف من الأصل في 23 تـمـوز 2013. اطلع عليه بتاريخ 5 August 2013. {{استشهاد ويب}}: تحقق من التاريخ في: |تاريخ أرشيف= (مساعدة)
17. ↑  Lupoli، Roberta؛ Lembo، Erminia؛ Saldalamacchia، Gennaro؛ Avola، Claudia Kesia؛ Angrisani، Luigi؛ Capaldo، Brunella (15 نوفمبر 2017). "Bariatric surgery and long-term nutritional issues". World Journal of Diabetes. ج. 8 ع. 11: 464–474. DOI:10.4239/wjd.v8.i11.464. ISSN:1948-9358. PMC:5700383. PMID:29204255. مؤرشف من الأصل في 2023-04-10.{{استشهاد بدورية محكمة}}:  صيانة الاستشهاد: دوي مجاني غير معلم (link)
18. ↑  "Depression after Gastric Bypass Surgery". Psychology Today (بالإنجليزية الأمريكية). Archived from the original on 20 كانون الثاني 2021. Retrieved 2019-04-18. {{استشهاد ويب}}: تحقق من التاريخ في: |تاريخ أرشيف= (help)

### باللغة العربيَّة
1. ↑  الكاشف، عمر (2018). القدم السكري. المنهل. ص. 9. ISBN:9796500305790. مؤرشف من الأصل في 20 كانون الثاني 2021. اطلع عليه بتاريخ 20 كانون الثاني 2021. {{استشهاد بكتاب}}: تحقق من التاريخ في: |تاريخ الوصول= و|تاريخ أرشيف= (مساعدة)
2. ↑  "تكميم المعدة". مايو كلينك. مؤرشف من الأصل في 20 كانون الثاني 2021. اطلع عليه بتاريخ 20 يناير 2021. {{استشهاد ويب}}: تحقق من التاريخ في: |تاريخ أرشيف= (مساعدة)
3. ↑  محمد هيثم الخياط (2006). المعجم الطبي الموحد: إنكليزي - عربي (بالعربية والإنجليزية) (ط. 4). بيروت: مكتبة لبنان ناشرون، منظمة الصحة العالمية. ص. 820. ISBN:978-9953-33-726-5. OCLC:192108789. QID:Q12193380.